# Sebastian (Pașcanu)
Sebastian, imię świeckie Sorin Petrică Pașcanu (ur. 5 listopada 1966 w Moreni) – duchowny Rumuńskiego Kościoła Prawosławnego, od 2001 biskup Slatiny i Romanați. 

## Życiorys
Święcenia diakonatu przyjął w 1988, a prezbiteratu w 1996. Chirotonię biskupią otrzymał 25 marca 2001. W latach 2001–2008 pełnił urząd wikariusza archieparchii Bukaresztu, z tytułem biskupa ilfowskiego.